# Piptostigma fugax
Piptostigma fugax A. Chev. ex Hutch. & Dalz – gatunek rośliny z rodziny flaszowcowatych (Annonaceae Juss.). Występuje naturalnie w Wybrzeżu Kości Słoniowej. 

## Morfologia
PokrójZimozielony krzew.
LiścieMają podłużnie odwrotnie jajowaty kształt. Mierzą 6–24 cm długości oraz 2–8 cm szerokości. Nasada liścia jest zaokrąglona. Blaszka liściowa jest o zaokrąglonym lub spiczastym wierzchołku.
KwiatySą zebrane po kilka w kwiatostany, rozwijają się w kątach pędów lub bezpośrednio na pniach i gałęziach (kaulifloria). Działki kielicha mają lancetowaty kształt i dorastają do 6–7 mm długości. Płatki mają lancetowaty kształt i czerwoną barwę, są owłosione, zewnętrzne osiągają do 9–10 mm długości, natomiast wewnętrzne mierzą 30–35 mm długości.
OwocePojedyncze mają jajowaty kształt, zebrane po 2–4 w owoc zbiorowy. Są siedzące. Osiągają 18 mm długości.